# Михайлов, Александр Александрович (астроном)
Алекса́ндр Алекса́ндрович Миха́йлов (14 [26] апреля 1888, Моршанск — 29 сентября 1983, Ленинград) — российский и советский астроном, член-корреспондент АН СССР с 1943 года, академик АН СССР с 1964 года. Герой Социалистического Труда (1978), профессор МГУ.

## Биография
Родился в Моршанске в семье потомственного почётного гражданина Александра Петровича Михайлова. Учился в реальном училище (с дополнительным седьмым классом, который открывал доступ в высшее учебное заведение инженерного профиля) — окончил его в 1906 году. После сдачи экзамена по латыни поступил в 1907 году на физико-математический факультет Московского университета. Окончил его в 1911 году с золотой медалью.
Весной 1914 года Михайлова утвердили в должности приват-доцента московского университета, где он стал читать курс лекций «Теория затмений» и «Избранные главы звёздной астрономии». В 1917 году представил магистерскую диссертацию «Теория солнечных затмений», защита которой не состоялась ввиду отмены учёных степеней; однако осенью 1918 года он был произведён в профессора Московского университета. В 1919 году дополнительно он стал заведовать кафедрой Московского межевого института, где читал курсы теоретической астрономии. В 1920—1932 годах он заведовал ещё и кафедрой мироведения в Коммунистическом университете имени Я. М. Свердлова. С 1921 года работал в Государственном астрофизическом институте, с 1923 года — в Астрономо-геодезическом институте при МГУ, после слияния которых был избран профессором ГАИШ, где заведовал сектором гравиметрии. В 1935—1941 годах был заведующим гравиметрической лабораторией Сейсмологического института АН СССР. В 1935 году Президиум АН СССР присудил А. А. Михайлову учёную степень доктора физико-математических наук без защиты диссертации.
В 1941—1942 годах работал научным руководителем Ташкентской обсерватории. В 1942 году вернулся в МГУ и МИИГАиК, где читал лекции до 1947 года.
В 1943 году умерла его жена и он женился на дочери чешского специалиста Горьковского автозавода, Зденке Ивановне Кадла.
В 1947—1964 годах был директором Пулковской обсерватории, организовывал восстановление обсерватории, практически полностью разрушенной в годы Великой Отечественной войны. С 1964 года заведовал отделом астрономических постоянных Пулковской обсерватории, с 1977 года работал там же в должности консультанта. Член КПСС с 1956 года.
Член Главной редакции «Большой советской энциклопедии» (с 1949).
Умер 29 сентября 1983 года в Москве. Похоронен в Санкт-Петербурге на Пулковских высотах, на кладбище астрономов Пулковской обсерватории.

## Научная деятельность
Труды А. А. Михайлова относятся к теории затмений, звёздной астрономии, практической и теоретической гравиметрии, астрометрии, истории науки. Был участником многих гравиметрических исследований и астрономических экспедиций для наблюдения солнечных затмений.
Он разработал новую равнопромежуточную коническую проекцию, нашедшую впоследствии применении при составлении звёздных карт. В 1920-е годы выполнил серию работ по определению силы тяжести в районе Курской магнитной аномалии, которые имели большое значение для разведки залежей железной руды в этом районе. Предложил метод редукции силы тяжести путём конденсации внешних масс для определения фигуры Земли. Разработал новую методику наблюдения «эффекта Эйнштейна» (отклонения света звезды в поле тяготения Солнца, см. Общая теория относительности) и применил её во время затмения 19 июня 1936 года. Составил звёздные атласы различной подробности, включая большой звёздный атлас со звёздами до 8,25 звёздной величины. Для уточнения постоянной аберрации предложил новый тип наблюдательной трубы, неподвижно направленной на полюс мира («полярную трубу»). Принимал участие в обработке результатов исследования Луны космическими аппаратами. Написал ряд работ по истории астрономии.

## Членство в научных обществах
- Председатель Астрономического совета АН СССР (1939—1962)
- Член парижского Бюро долгот (с 1946)
- Вице-президент Международного астрономического союза (1946—1948)
- Председатель Всесоюзного астрономо-геодезического общества (1932—1950)
- Член Германской академии естствоиспытателей «Леопольдина» (с 1959)
- Член Лондонского королевского астрономического общества (с 1959)
- Вице-президент Международной академии астронавтики (1967—1979)

## Почётные звания и награды
- Заслуженный деятель науки РСФСР (1959)
- Герой Социалистического Труда (1978)
- Четыре ордена Ленина (10.06.1945; 19.09.1953; 25.04.1968; 25.04.1978)
- орден Октябрьской Революции (17.09.1975)
- медали
- Почётный доктор философии Копенгагенского университета (с 1946)

## Память
- Именем Михайлова названа малая планета 1910 Mikhailov (первоначальное обозначение — 1972 TZ1), открытая Л. В. Журавлёвой 8 октября 1972 года в Крымской астрофизической обсерватории.
- Александр Александрович Михайлов стал прототипом Януса Полуэктовича Невструева в повести братьев Стругацких «Понедельник начинается в субботу»[5].